# ثيوبنتال الصوديوم
ثيوبنتال الصوديوم (أو بنتوثال الصوديوم) هو دواء تخدير سريع المفعول وأيضا يستعمل بصفته مصل الحقيقة. ويمكن تعريفه أيضاً بأنه دواء نفسي يستخدم لإيقاف إمكانية الكذب لدى الإنسان وما أن يتناوله الشخص حتى يعترف وينطق بالحقيقة كاملةً شاء أم أبى دون أي ضغوط ودون الحاجة لاستخدام وسائل التعذيب، وهو يجعل الشخص في حالة غريبة من الهذيان ما بين اليقظة والنوم كما يلغي القدرة على الابتكار والتأليف، مما يجعل متناوله غير قادر على الكذب، الذي يحتاج إلى الكثير من التلفيق، فلا يمكنه غير ذكر الحقيقة فحسب. ويستخدم في أعمال المخابرات والاعترافات والاستجوابات.

## الاستخدامات

### التخدير
ينتمي ثيوبنتال الصوديوم إلى الباربتيورات قصيرة مدى التأثير، وشاع استخدامه سابقًا في الشروع بالتخدير العام. استبدل هذا الدواء على نحو واسع بالبروبوفول، لكنه حافظ على استخدامه في التحريض المتتالي السريع والتنبيب الرغامي كما في العمليات التوليدية. بعد حقنه الوريدي، يبلغ الدواء الدماغ سريعًا خلال 30-45 ثانيةً مسببًا فقدان الوعي، ويبلغ تركيزه في الدماغ 60% من تركيزه الكلي بعد دقيقة واحدة من الإعطاء. يتوزع الدواء تاليًا في بقية أنحاء الجسم، وينخفض تركيزه في الدماغ خلال 5-10 دقائق بما يكفي لعودة الوعي.
يؤدي إعطاء الجرعة المعتادة من ثيوبنتال الصوديوم (عادةً 4-6 مغ/كغ) للمرأة الحامل خلال الولادة الجراحية (العملية القيصرية) إلى تغييبها عن الوعي سريعًا، لكن الطفل في الرحم يبقى واعيًا رغم أن الجرعات الكبيرة والمتكررة قد تثبط وعيه.
لا يُستخدم ثيوبنتال الصوديوم في الحفاظ على التخدير في الإجراءات الجراحية لأن إزالته تتبع حركيةً دوائيةً من المرتبة صفر عند تسريبه (كمية الدواء الممتصة والمتوزعة والمطروحة ثابتة بمرور الزمن)، ما يعني تطاول الوقت اللازم لعودة الوعي. يمكن الحفاظ على التخدير بطرق أخرى عادةً مثل عوامل التخدير الإنشاقية (الغازات). تُطرح المخدرات الإنشاقية بسرعة نسبيًا، لذا يؤدي توقف الإنشاق إلى عودة الوعي سريعًا. يجب إعطاء ثيوبنتال الصوديوم بكميات كبيرة للحفاظ على حالة فقدان الوعي خلال التخدير بسبب سرعة إعادة توزعه في الجسم (إذ يملك حجم انتشار كبير). ويبلغ عمره النصفي 5.5 إلى 26 ساعة، وهذا يُعد وقتًا طويلًا قد يطيل زمن عودة الوعي.
في الطب البيطري، يُستخدم ثيوبنتال الصوديوم لبدء التخدير عند الحيوانات، ويؤدي إعادة توزعه في الدهون إلى تطاول فترة إزالته عند بعض السلالات الحيوانية النحيفة مثل كلاب الصيد بالبصر بسبب نقص كتلة الدهون في أجسامها. تتمتع الحيوانات البدينة بفترة تعاف أسرع، لكن الجسم يستغرق بعض الوقت قبل طرح الدواء كاملًا (استقلابه). يُعطى ثيوبنتال الصوديوم وريديًا فقط، لأنه قد يخرش النسج ويحدث النفاطات الجلدية (نخر نسيجي شديد) وقد يحدث انسلاخًا جلديًا إذا حُقن خطًا في النسيج المحيط بالوريد.

### الغيبوبة المحرضة طبيًا
استخدم الثيوبنتال تاريخيًا لتحريض الغيبوبة الطبية إضافة إلى الشروع بالتخدير، لكن أدويةً أخرى مثل البروبوفول حلت مكانه بسبب سرعة زوال تأثيرها مقارنةً به. قد يستفيد المصابون بتورم المخ الذي يرفع الضغط داخل القحف (سواء كان ناجمًا عن الرض أو تاليًا للجراحة) من هذا الدواء. ينقص ثيوبنتال الصوديوم والباربتيورات الأخرى من الفعالية العصبية ما ينقص المعدل الاستقلابي لاستهلاك الأكسجين في الدماغ، وهذا ينقص استجابة الأوعية الدماغية لمستوى ثنائي أكسيد الكربون وبدوره يخفض الضغط داخل القحف.
قد تتحسن النتائج بعيدة المدى عند المصابين بارتفاع الضغط المعند ضمن القحف نتيجة أذية الدماغ الرضية عند تطبيق الغيبوبة المحرضة بالباربتيورات ضمن نظامهم العلاجي في العناية العصبية المركزة.
تذكر بعض الدراسات أن الثيوبنتال أظهر تفوقًا على البنتوباربيتال في خفض التوتر داخل القحف، وتسمى هذه الظاهرة السرقة المعكوسة أو تأثير روبن هود لأن آليتها تعتمد على نقص التروية الدموية في جميع أجزاء الدماغ (بسبب نقص الاستجابة الوعائية الدماغية لثنائي أكسيد الكربون) ما يسمح بتأمين تروية كافية للمناطق المصابة بنقص التروية التي تكون أوعيتها قد توسعت مسبقًا إلى الحد الأقصى بسبب متطلباتها الاستقلابية الأكبر.

### الحالة الصرعية
يمكن استخدام الثيوبنتال لإنهاء النوبة الاختلاجية في الحالة الصرعية المعندة.